# Lista de prêmios e indicações recebidos por TXT

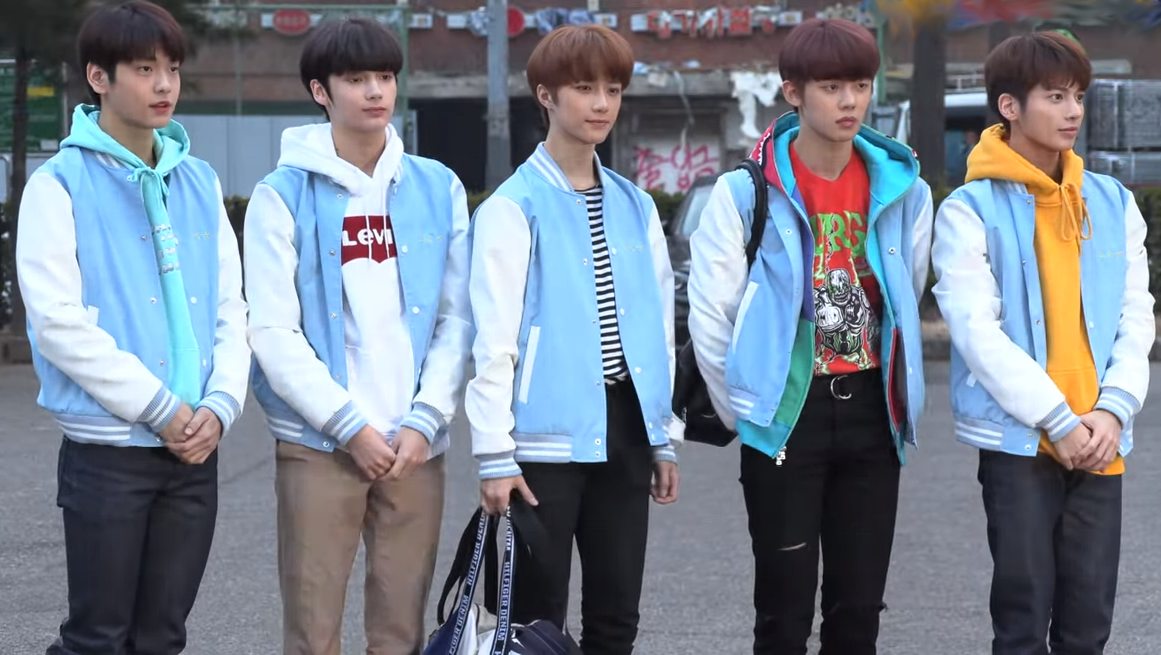
TXT durante sua promoção no Music Bank em março de 2019.

Esta é uma lista de prêmios e indicações recebidos pelo grupo masculino TXT, formado pela Big Hit Entertainment  em 2019. 

## Prêmios e indicações

### Asian Artist Award
| Ano  | Categoria              | Recipiente | Resultado |
| ---- | ---------------------- | ---------- | --------- |
| 2019 | Rookie Artist (singer) | TXT        | Venceu    |

### Brand of the Year Awards
| Ano  | Categoria                    | Recipiente | Resultado |
| ---- | ---------------------------- | ---------- | --------- |
| 2019 | Male Rookie Idol of the Year | TXT        | Venceu    |

### Genie Music Awards
| Ano  | Categoria                    | Recipiente | Resultado |
| ---- | ---------------------------- | ---------- | --------- |
| 2019 | Best New Male Artist         | "Crown"    | Venceu    |
| 2019 | Genie Music Popularity Award | TXT        | Indicado  |
| 2019 | Global Popularity Award      | TXT        | Indicado  |
| 2019 | Top Artist Award             | TXT        | Indicado  |

### Melon Music Awards
| Ano  | Categoria          | Recipiente | Resultado |
| ---- | ------------------ | ---------- | --------- |
| 2019 | Rookie of the Year | TXT        | Venceu    |

### Mnet Asian Music Awards 2019
| Ano  | Categoria                     | Recipiente | Resultado |
| ---- | ----------------------------- | ---------- | --------- |
| 2019 | Best New Male Artist          | TXT        | Venceu    |
| 2019 | Worldwide Fans' Choice Top 10 | TXT        | Venceu    |
| 2019 | Artist of the Year            | TXT        | Indicado  |

### MTV Video Music Awards
| Ano  | Categoria  | Recipiente  | Resultado |
| ---- | ---------- | ----------- | --------- |
| 2019 | Best K-Pop | "Cat & Dog" | Indicado  |

### Soribada Best K-Music Awards
| Ano  | Categoria             | Recipiente | Resultado |
| ---- | --------------------- | ---------- | --------- |
| 2019 | Rookie Award          | TXT        | Venceu    |
| 2019 | Bonsang               | TXT        | Indicado  |
| 2019 | Male Popularity Award | TXT        | Indicado  |

### V Live Awards
| Ano  | Categoria           | Recipiente | Resultado |
| ---- | ------------------- | ---------- | --------- |
| 2019 | Global Rookie Top 5 | TXT        | Venceu    |
| 2019 | Most Loved Artist   | TXT        | Indicado  |